# Collapse into Now
Collapse into Now — пятнадцатый и последний студийный альбом американской рок-группы R.E.M., выпущенный 7 марта 2011 года в Европе и на следующий день в Северной Америке. Он был спродюсирован Джекнайфом Ли и самими участниками коллектива.

## Об альбоме
В записи альбома приняли участие Патти Смит, Эдди Веддер из Pearl Jam, Peaches и Ленни Кей. Музыканты охарактеризовали новую работу как «масштабную и всеобъемлющую». В отличие от предшественника Accelerate, на котором были собраны короткие и динамичные композиции, участники, по словам басиста группы Майка Миллза, «в этот раз хотели достичь большего разнообразия и не ограничивали себя каким-то одним типом песен. На диске можно будет обнаружить парочку медленных и красивых композиций, несколько треков среднего темпа и три-четыре рок-боевика».
Группа выпустила 12 мини-фильмов к песням из альбома, срежиссированных Джеймсом Франко, Джеймсом Гербертом и фронтменом коллектива Майклом Стайпом; 16 марта 2011 года они были представлены на фестивале South by Southwest. R.E.M. не стала проводить турне в поддержку пластинки.
Диск дебютировал на пятом месте в американском чарте Billboard 200 и возглавил швейцарский и немецкий хит-парады. Он получил в целом положительные отзывы критиков и имеет рейтинг 71 балл из 100 на сайте Metacritic.

## Список композиций
Все песни написаны Питером Баком, Майком Миллсом и Майклом Стайпом, за исключением отмеченных.
1. «Discoverer» — 3:31
2. «All the Best» — 2:48
3. «Überlin» — 4:15
4. «Oh My Heart» (Бак, Миллс, Стайп и Скотт Маккои) — 3:21
5. «It Happened Today» — 3:49
6. «Every Day Is Yours to Win» — 3:26
7. «Mine Smell Like Honey» — 3:13
8. «Walk It Back» — 3:24
9. «Alligator_Aviator_Autopilot_Antimatter» — 2:45
10. «That Someone Is You» — 1:44
11. «Me, Marlon Brando, Marlon Brando and I» — 3:03
12. «Blue» (Бак, Миллс, Стайп и Патти Смит) — 5:46

Бонус-треки в iTunes
1. «Discoverer» (Live in the Studio) — 3:31
2. «Oh My Heart» (Live in the Studio) — 3:28
3. «Alligator_Aviator_Autopilot_Antimatter» (Live in the Studio) — 2:44

## Участники записи
R.E.M.
- Питер Бак — гитара, бас-гитара, мандолина, продюсер
- Майк Миллз— бас-гитара, гитара, бэк-вокал, вокал, клавишные, продюсер
- Майкл Стайп — вокал, продюсер

Приглашённые музыканты
- Шамарр Аллен — труба на «Discoverer», «It Happened Today» и «Oh My Heart»
- Bonerama Horns:

- Грег Хикс — тромбон
- Крейг Клейн — тромбон
- Марк Маллинс — тромбон и валторна (аранжировка)

- Джоэл Гибб — вокал на «It Happened Today»
- Ленни Кей — гитарное соло на «Alligator_Aviator_Autopilot_Antimatter» и «Blue»
- Джекнайф Ли — продюсер, сведение, клавишные, гитара
- Лерой Джонс — труба на «Discoverer», «It Happened Today» и «Oh My Heart»
- Кирк М. Джозеф-старший — сузафон на «Discoverer», «It Happened Today» и «Oh My Heart»
- Скотт Маккои — гитара, клавишные, бэк-вокал, аккордеон
- Peaches — вокал на «Alligator_Aviator_Autopilot_Antimatter»
- Билл Рифлин — ударные, бузуки, клавишные, гитара
- Пати Смит — вокал на «Blue» и «Discoverer»
- Эдди Веддер — вокал на «It Happened Today»

Технический персонал и оформление
- Сэм Белл — звукорежиссёр и инженер микширования
- ДеВитт Бёртон, Боб Уиттакер — техническая поддержка
- Крис Билхеймер и Майкл Стайп — оформление
- Бертис Даунс — консультант
- Антон Корбейн — фотографии
- Кайл Лами, Джон Нетти, Дэвид Хефти — ассистенты звукорежиссёра
- Том Макфолл, Такер Мартин — звукорежиссёры
- Стивен Маркуссен — мастеринг
- Уильям Моэста, Марк Мюллер — ассистенты[17]

## Чарты и сертификации
| Страна             | Место |
| ------------------ | ----- |
| Австралия          | 15    |
| Австрия            | 2     |
| Бельгия (Фландрия) | 5     |
| Бельгия (Валлония) | 8     |
| Великобритания     | 5     |
| Венгрия            | 18    |
| Германия           | 1     |
| Греция             | 3     |
| Дания              | 3     |
| Ирландия           | 3     |
| Испания            | 3     |
| Италия             | 6     |
| Канада             | 6     |
| Мексика            | 71    |
| Нидерланды         | 8     |
| Новая Зеландия     | 10    |
| Норвегия           | 2     |
| Польша             | 5     |
| Португалия         | 8     |
| Россия             | 18    |
| США                | 5     |
| Финляндия          | 17    |
| Франция            | 31    |
| Швеция             | 9     |
| Швейцария          | 1     |